# Mönchweiler
Mönchweiler är en kommun och ort i Schwarzwald-Baar-Kreis i regionen Schwarzwald-Baar-Heuberg i Regierungsbezirk Freiburg i förbundslandet Baden-Württemberg i Tyskland.
Kommunen ingår i kommunalförbundet Villingen-Schwenningen tillsammans med staden Villingen-Schwenningen och kommunerna Brigachtal, Dauchingen, Niedereschach, Tuningen och Unterkirnach.